# Dofus: Battles
Pour les articles homonymes, voir Dofus (homonymie).
Dofus: Battles est un jeu vidéo français sorti le 13 mai 2011 sur iOS,, et dérivé de l'univers de Dofus (Krosmoz). Il a été édité par Ankama Games et est suivi par Dofus: Battles 2.